# Tempel van Hatsjepsoet

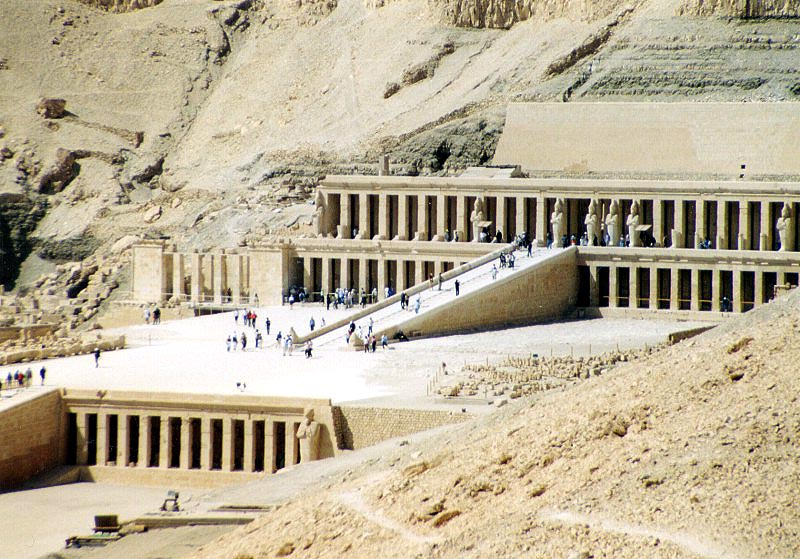
Uitzicht op de tempel.

De tempel van Hatsjepsoet, ofwel de Djeser-Djeseru was gebouwd in Deir el-Bahri en was een huis van miljoenen jaren dat diende om de cultus van de overleden koningin voort te zetten.

## Bouw
Hatsjepsoet besloot om in het zevende jaar van haar regering te beginnen aan een reusachtig bouwwerk. Ze liet het bouwen op de heilige plek Bahari en de tempel stond in het verlengde van de Tempel van Amon in Karnak. Ook stond de tempel niet ver van haar graf (Graf DK 60) dat aan de andere zijde van de berg lag. Voor de bouw van de dodentempel vertrouwde ze op de kunde van haar raadgever Senenmoet, die zijn eigen graf onder het eerste terras liet bouwen. Een andere belangrijke bouwheer was Geoet die de leider was van de werkzaamheden. De bouw van dit indrukwekkende monument duurde slechts 15 jaar en was dus afgewerkt in het 22e jaar van haar regering.

## Architectuur

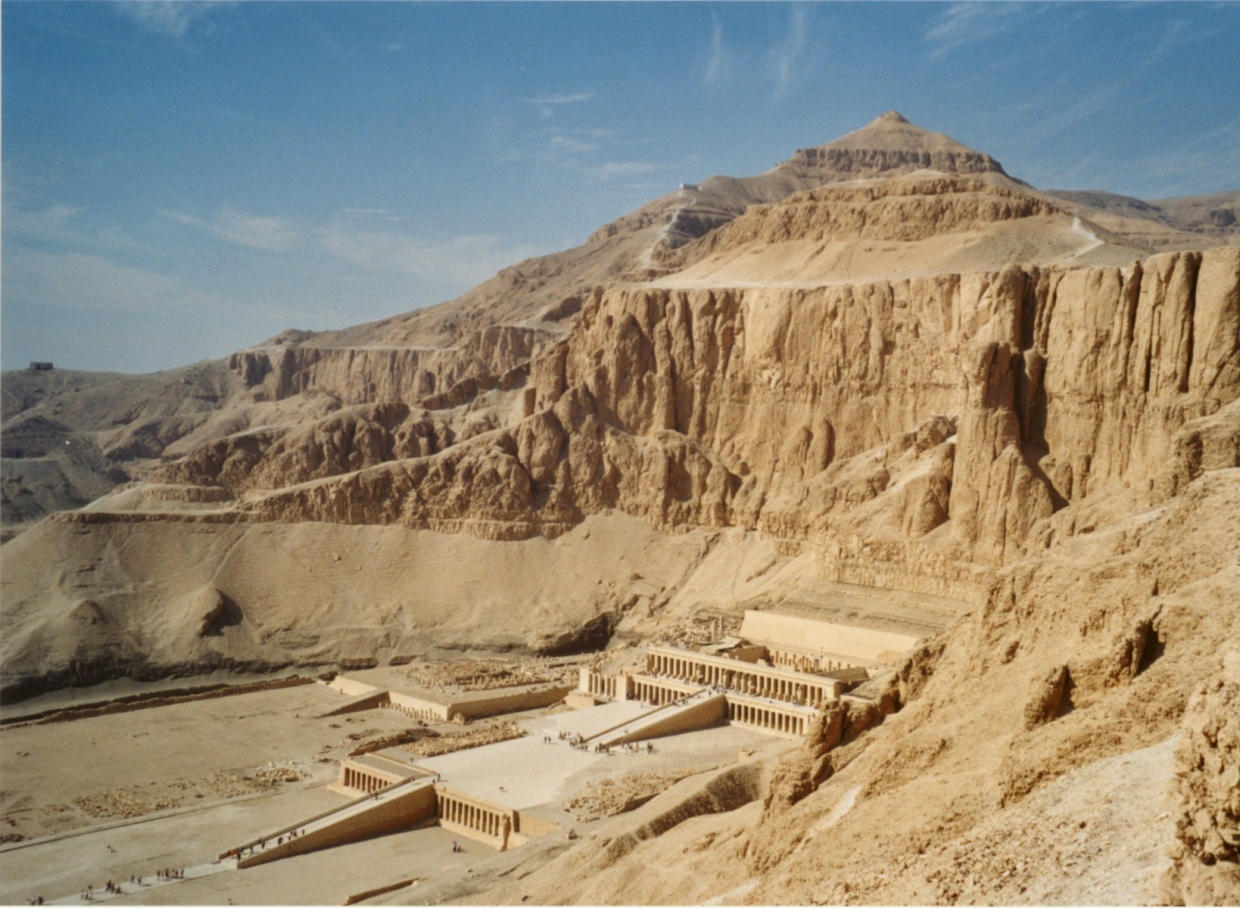
Tempel van Hatsjepsoet (voor) en van Mentuhotep II. (achter)

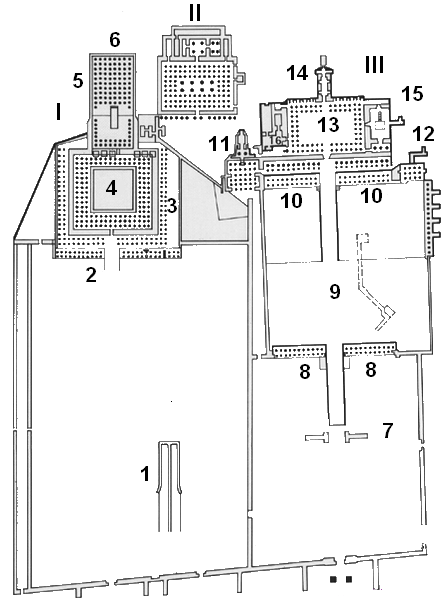
Karte von Deir el-Bahari
I) Tempel van Mentoehotep II.
1) Bab el-Hosan
2) Vestibule indoors
3) Terras met colonnade
4) Tumulus
5) Hypostyle zaal
6) Heiligdom
II) Tempel van Thoetmosis III.
III) Tempel van Hatsjepsoet
7) Hof
8) Eerste portiek
9) Eerste terras
10) Tweede portiek
11) Hathorkapel
12) Anubiskapel
13) Feesthof van het tweede terras
14) Amonheiligdom
15) Zonnetempe
16) Heiligdom van Hatsjepsoet en Thoetmosis III.

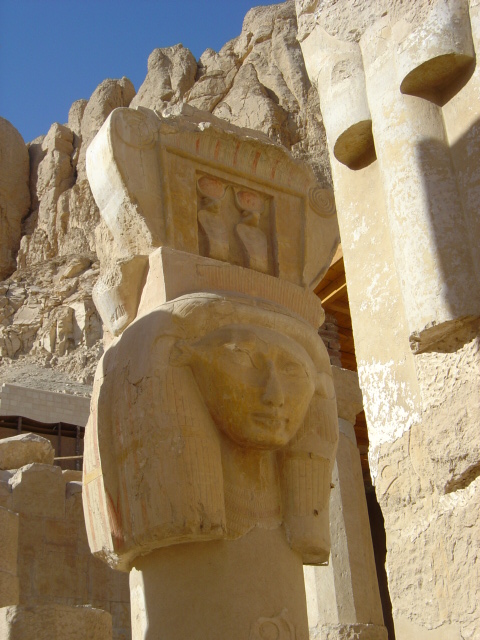
Zuil in de tempel voor Hathor

In vroegere tijden was het grote plein voor de tempel een aangelegde tuin. Bomen afkomstig uit zuidelijker Afrika waren er in speciaal aangelegde leemputten geplant. Er zijn ook sporen van aangelegde vijvers in geometrische vorm. Bij de ingang van de tempel was een soort daltempel en via een processiegang met sfinxen bereikte men het eerste terras. Vervolgens komt men via een talud op het tweede terras. Op het einde van dit terras zijn aan beide zijden twee kapellen: de linkse voor Hathor en de rechtse is opgericht voor Anubis.
Op de wand van het tweede terras staan achter de zuilen twee belangrijke taferelen. De ene vertelt over de expeditie die werd ondernomen naar Poent, terwijl de andere vertelt over de goddelijke geboorte van Hatsjepsoet. Daarin wordt verteld dat Amon in de vorm van Hatsjepsoets vader Thoetmosis I haar heeft verwekt bij de uitnemendste vrouw van het land, die op last van de god voor hem gezocht moest worden. Deze vrouw werd door middel van een boodschapper van Amon-Ra van haar wonderbaarlijke zwangerschap op de hoogte gesteld. Deze mythe diende in feite als legitimatie voor Hatsjepsoets koningschap. Het was immers gebruikelijk dat naar voorbeeld van een mythe van de god Horus een man als hoofd van het land zou instaan voor de vruchtbaarheid daarvan.
Een tweede talud leidde naar het bovenste terras. Dit heeft twee zijkapellen. De ene is gewijd aan de koningscultus en bevat een kapel voor Thoetmosis III, Hatsjepsoet en een voor Amon-Min. De andere kapel is gewijd aan de zonnecultus.
Daarnaast was helemaal op het einde van de tempel een schrijn dat gewijd was aan de god Amon. Later werd dit heiligdom gebruikt ter verering van Amenhotep I en Imhotep.

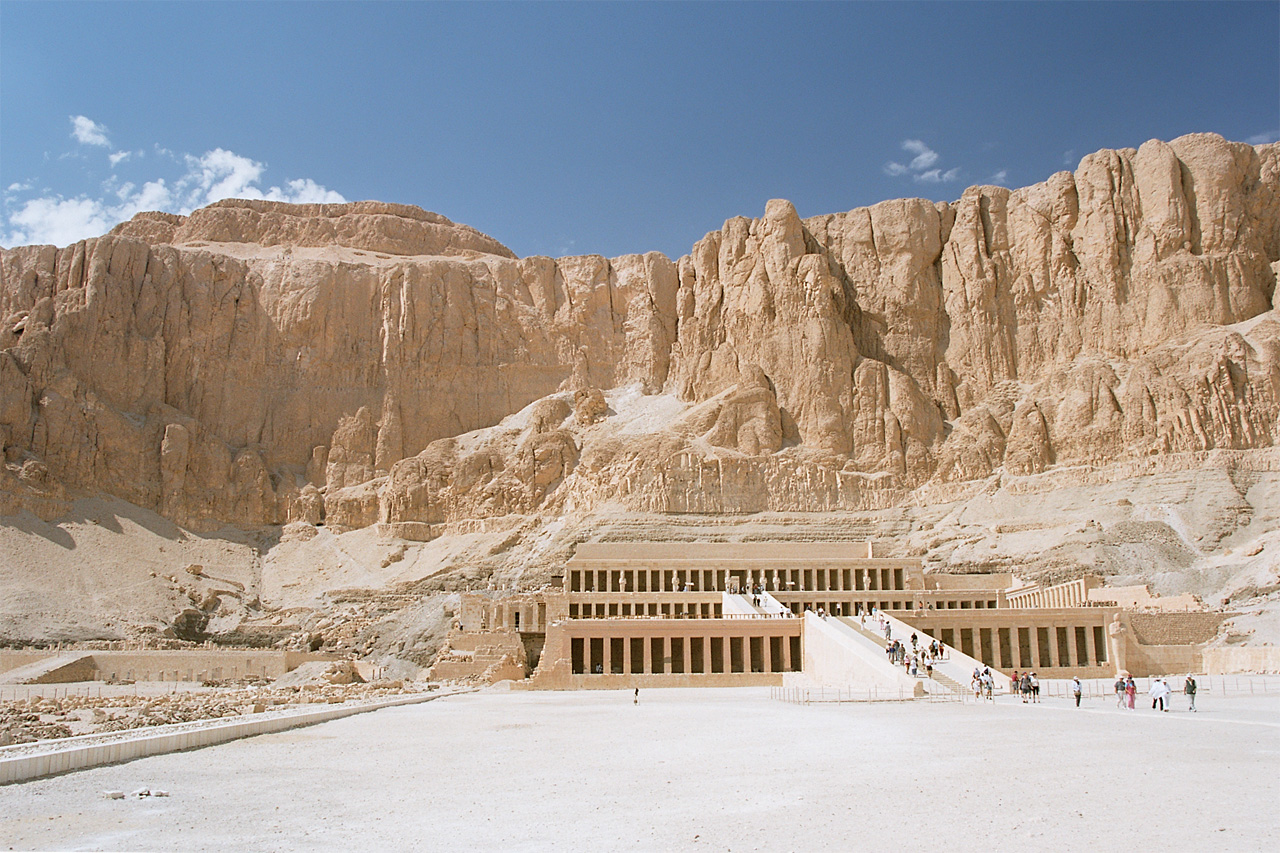
De tempel gezien van beneden.

## Verdere geschiedenis
De tempel is gedurende zijn verdere geschiedenis onderworpen aan verschillende beschadigingen. Zo heeft Thoetmosis III de tempel van Hatsjepsoet zwaar beschadigd toen hij probeerde haar naam te verwijderen. Onder Achnaton werden talrijke beelden van Amon vernietigd en onder Ramses II werden de Osirisbeelden verwoest.
Koptische christenen gebruikten de tempel als klooster en hebben daarbij de gezichten van de goden weggehaald.

## Ontdekking
De tempel was al vroeg bekend, maar werd pas in 1891 uitgegraven door Édouard Naville. Deze probeerde de tempel te herstellen en werd daar later in gevolgd door Herbert Winlock en Émile Baraize. Sinds 1961 wordt er aan gewerkt door het Poolse Archeologische Centrum voor Middellandse Zeegebied.

## Terroristische aanslag
Op 17 november 1997 werden er 68 mensen, waaronder 58 toeristen, gedood bij een aanslag door millitanten.